# Werner Lemberg
Werner Lemberg (* 7. Februar 1968 in Wien) ist ein österreichischer Pianist, Komponist sowie Software-Entwickler.

## Leben
Werner Lemberg erhielt bereits im Alter von vier Jahren seinen ersten, privaten Klavierunterricht.
Später besuchte er die Universität für Musik und darstellende Kunst Wien in den Fächern Korrepetition, Komposition bei Heinrich Gattermeyer, Klavier bei Alexander Jenner und Renate Kramer-Preishammer sowie Dirigieren bei Günther Theuring, Harald Goertz und Karl Österreicher. Im Jahr 1990 erhielt er jeweils in Korrepetition und Komposition ein Diplom mit Auszeichnung. Zudem belegte er an der Universität Wien die Fächer Mathematik und Chinesisch, jedoch ohne Abschluss.
In den Jahren von 1991 bis 1993 war Lemberg an der Wiener Staatsoper als Solokorrepetitor tätig und von 1993 bis 1996 am Landestheater Linz als Solokorrepetitor mit Dirigierverpflichtung. Im Jahr 1996 wechselte er nach Deutschland und war zunächst bis zum Jahr 2001 Theater Dortmund als Solokorrepetitor mit Dirigierverpflichtung tätig und danach bis zum Jahr 2010 am Stadttheater Koblenz als Studienleiter und Dirigent tätig.
Nach seiner Rückkehr nach Österreich war Lemberg von 2011 bis 2012 im Verein portraittheater Wien im Programm „George Sand trifft Frédéric Chopin“ als Pianist tätig. Danach war er von 2012 bis 2020 Assistent von Maksimilijan Cenčić am Prayner Konservatorium für Musik und dramatische Kunst in den Klassen für Opernrepertoire und Dirigieren.
Werner Lemberg ist Mitglied der Austrian Composers Association Wien sowie der Österreichischen Gesellschaft für zeitgenössische Musik Wien. Seit dem Jahr 2015 ist er Senior-Lektor für Partiturspiel, Generalbass, Korrepetition und Improvisation an der Universität Mozarteum Salzburg.
Des Weiteren ist er einer der Hauptentwickler des Textsatzprogramms groff.

## Auszeichnungen
- 1980: Großer Österreichischer Jugendpreis für Komposition des Bundeskanzleramts Österreich Kunst und Kultur (für Fünf Miniaturen für Klavier)[1][4]
- 1981: Erster Preis für Klavier bei Jugend musiziert Österreich[1][4]
- 1984: Großer Österreichischer Jugendpreis für Komposition des Bundeskanzleramts Österreich Kunst und Kultur (für Michael oder Einmal Zukunft und zurück)[1][4]
- 1985: Erster Preis für Klavier bei Jugend musiziert Österreich[1][4]
- 1989: Förderungspreis für Komposition des Bundeskanzleramts Österreich Kunst und Kultur[1][4]
- 1990: Preisträger beim Mozart-Kompositionswettbewerb – Austro Mechana – Gesellschaft zur Verwaltung und Auswertung mechanisch musikalischer Urheberrechte GesmbH (für Nachtmusik für Streichquartett)[1][4]
- 1996: Gewinner des Encore-Violin-Kompositionswettbewerb in Wien[1][4]

## Werke (Auswahl)

### Vokalmusik
- Bratschen-Sonate – Duo für Klavier und Viola (1983)[6]
- Spielereien für Oboe und Klavier (1983)[6]
- Zwölf Haiku – Für Klaviersolo und Solostimme Sopran (1986)[6]
- Klaviertrio – Trio für Klavier, Violine und Violoncello (1986)[6]
- Quintett für Bläser – Für Flöte, Oboe, Klarinette, Fagott und Horn (1987)[6]
- Hymnus für Blechbläser – Sextett für drei Trompeten und drei Posaunen (1987)[6]
- Prelude für Trompete und Orgel (1989)[6]
- Nachtmusik für Streichquartett – Quartett für zwei Violinen, Viola und Violoncello (1989)[6]
- Veränderungen über Mozart für Harmoniemusik – Oktett für zwei Oboen, zwei Klarinetten, zwei Fagotte und zwei Hörner (1990)[6]
- Passacaglia – Duo für Klaviersolo vierhändig (1990)[6]
- ein wiener monolog – für recitator und kleines ensemble nach Texten von H.C. Artmann (1991)[6]
- Traumbilder – Septett für zwei Violinen, Flöte, Klarinette, Klavier, Viola und Violoncello (1993)[6]
- Stromata – Für Kammerorchester: zwei Violinen, Flöte, Oboe, Klarinette, Fagott, Horn, Viola, Violoncello und Kontrabass (1994)[6]
- Duosonate für Violine und Viola (1996)[6]
- Graduale für vier Hörner und Orgel ad lib. – Quintett (1999)[6]
- Kinderpolka – Für Klavier vierhändig (1999)[6]
- Schluckauf – Duo für Klavier und Violine (1999)[6]
- Zwei Lieder – Für Klaviersolo und Solostimme Sopran nach Texten von Heinrich Heine und Johann Wolfgang von Goethe (2002)[6]
- Tanz – Duo für Violine und Klavier (2003/2007–2008)[6]
- Hymnus für Blechbläser – Für Kammerorchester: vier Trompeten, vier Posaunen, Horn und Basstuba (2004)[6]
- Kinderpolka – Fassung für Blechbläserquintett, zwei Trompeten, Horn, Posaune und Basstuba (2006)[6]
- Sarabande – Trio für Flöte, Klavier und Violine (2006)[6]
- Kaffeesatz – für Sopransaxophon und Vibraphon (2006)[6]
- Vier Vokalisen – Für Klaviersolo und hohe Solostimme (2010)[6]
- Sarabande – Oktett für 8 Violoncelli oder Celloorchester mit 4 Soli (2012)[6]
- Eine Alpensinfonietta – Für Kammerorchester mit Flöte, Oboe, Klarinette, Fagott, Trompete, Posaune, Perkussion, Klavier, Violine, Viola, Violoncello und Kontrabass (2013)[6]

### Solomusik
- Fünf Miniaturen für Klavier – Für Klaviersolo (1980)[6]
- Vier spätromantische Lieder – Für Klaviersolo und Solostimme Bariton nach Texten von Klabund, Georg Trakl und Anton Wildgans (1984/1986)[6]
- Drei Fabeln – Für Violasolo und Solostimme Sopran nach Texten von Matthias Claudius (1984/1985)[6]
- Aus den Chinesisch-Deutschen Jahres- und Tageszeiten – Für Klaviersolo und Solostimme Sopran nach Texten von Johann Wolfgang von Goethe (1987)[6]
- Songs of Innocence and Experience – Für Harfensolo und Solostimme Sopran nach Texten von William Blake (1990)[6]
- Chinoiserie – Für Klarinettensolo (2002)[6]
- Äols Trauer – Für Querflöte oder Klarinette (2007)[6]
- Variationes – Für Oboensolo (2010)[6]